# ティジクジャ
ティジクジャ（Tidjikja）は、モーリタニアの都市。人口18586人（2010年）。モーリタニアの中央部にあり、タガント州の州都である。タガント高原に位置し、サハラ砂漠の中にある街である。ティジクジャは1680年に建設された。
この街はヤシの木と独特の建築様式で知られる。